# Sphinx thailandica
Sphinx thailandica är en fjärilsart som beskrevs av Inoue 1991. Sphinx thailandica ingår i släktet Sphinx och familjen svärmare. Inga underarter finns listade i Catalogue of Life.